# Lodowa Przełęcz (Babia Góra)
Przełęcz Lodowa lub Zimna Przełęcz – przełęcz w masywie Babiej Góry w Beskidzie Żywiecko-Orawskim na granicy polsko-słowackiej. Jest to płytkie obniżenie w północno-zachodniej grani Diablaka, pomiędzy zachodnim zakończeniem Pośredniego Grzbietu (tzw. Pośrednim Garbem) na wschodzie a Kościółkami na zachodzie. Rejon przełęczy jest kamienisty, północno-wschodnie stoki opadają urwiskiem do Kamiennej Dolinki.
Polski stok Lodowej Przełęczy znajduje się w Babiogórskim Parku Narodowym, w granicach wsi Zawoja, w województwie małopolskim, w powiecie suskim, w gminie Zawoja. W regionalizacji fizycznogeograficznej Polski według Jerzego Kondrackiego znajduje się w Paśmie Babiogórskim w Beskidzie Żywieckim, w nowszej polskiej regionalizacji z 2018 roku należy do Beskidu Żywiecko-Orawskiego, w słowackiej są to Oravské Beskydy. Przez Lodową Przełęcz prowadzą 3 znakowane szlaki turystyczne oraz nieznakowana ścieżka edukacyjna „Babia Góra bez granic”.

## Szlaki turystyczne
Żywieckie Rozstaje – Cyl – Brona – Kościółki – Lodowa Przełęcz – Pośredni Grzbiet – Diablak
 Krowiarki – Sokolica – Diablak – Kościółki – przełęcz Brona – Markowe Szczawiny.